# Sloanea pubescens
Sloanea pubescens là một loài thực vật có hoa trong họ Côm. Loài này được Benth. miêu tả khoa học đầu tiên năm 1861.